# Великий Кали
Далип Сингх Рана (англ. Dalip Singh Rana; в.-пандж. ਦਲੀਪ ਸਿੰਘ ਰਾਨਾ; род. 27 августа 1972, Дхираина, Химачал-Прадеш) известный под именем Великий Кали — индийский рестлер, пауэрлифтер, рестлинг-промоутер, боксёр и актёр.
Обладатель титула Мистер Индия в 1995 и 1996 годах. Получил известность по выступлениям в World Wrestling Entertainment (WWE). До прихода в рестлинг он был офицером в Панджабской полиции. Великий Кали — один из самых крупных рестлеров за всю историю существования этой индустрии. Кали также считается самым крупным человеком в истории пауэрлифтинга, которым он занимался на протяжении нескольких лет. Наибольшее достижение Сингха в WWE — завоевание титула чемпиона мира в тяжёлом весе.
Член Зала славы WWE с 2021 года.

## Ранняя жизнь
Рана родился в семье раджпута Джвала Рама и его жены Танди Деви в деревне Дхирайна округа Сирмаур штата Химачал-Прадеш.
Один из семи детей в бедной семье, Рана вынужден был подрабатывать, чтобы помочь семье свести концы с концами. Он страдает акромегалией, которая среди прочих симптомов вызывает гигантизм и выпячивание подбородка. Когда Рана служил охранником в Шимле, он привлек внимание офицера полиции из соседнего штата Пенджаб, который ранее помог нескольким сотрудникам полиции Пенджаба стать спортсменами международного класса, и в 1993 году устроил его на работу в полицию Пенджаба. Хотя Рана не хотел покидать штат Химачал-Прадеш, его брату также предложили работу в полиции Пенджаба, после прибытия в пенджабский Джаландхар он тренировался в местных спортзалах, чтобы стать борцом, и вскоре был отобран для специализированной подготовки по борьбе в США.

## Карьера в рестлинге

### All Pro Wrestling (2000—2001)
Под именем Гигант Сингх он присоединился к All Pro Wrestling (APW) в США, впервые выступив в октябре 2000 года в команде с Тони Джонсом против West Side Playaz.

### World Championship Wrestling (2001)
Когда Рана приехал в Сан-Франциско, он подписал контракт с World Championship Wrestling (WCW) и провел там восемь месяцев, пока WCW не был куплен конкурирующим промоушеном World Wrestling Federation (WWF).

## Смерть Брайана Онга
28 мая 2001 года Брайан Онг умер после того, как получил приём «флэпджек» от Сингха. Онг получил сотрясение мозга во время тренировки, но тренеры поставили ему низкую оценку за то, что он не избежал травм, и сказали ему продолжать тренировки. Кроме того, было доказано, что Онг не получил защитного снаряжения или контроля со стороны персонала All Pro Wrestling, и это второе сотрясение мозга в конечном итоге оказалось для него смертельным. Поскольку Сингх по неосторожности стал причиной его смерти, семья Онга подала иск против APW. Менее чем через сутки рассмотрения дела APW была признана виновной в халатности и присудила семье Онг возмещение ущерба в размере более 1,3 миллиона долларов.

## Фильмография
| Фильмы | Фильмы                               | Фильмы                | Фильмы |
| Год    | Фильм                                | Роль                  |        |
| ------ | ------------------------------------ | --------------------- | ------ |
| 1984   | Зло, которое мужчины                 | большой парень в баре |        |
| 2005   | Всё или ничего                       | Турли                 |        |
| 2008   | Напряги извилины                     | Далип                 |        |
| 2010   | Супер Макгрубер                      | Таг Фелпс             |        |
| 2010   | Kushti                               | Рамакри́шна            |        |
| 2010   | Ramaa:Спаситель                      | Вали                  |        |
| 2011   | Спасенье Королей                     | великан Итак          |        |
| 2012   | Джунгли зовут! В поисках Марсупилами | Боло (Тонкий голос)   |        |

## Титулы и достижения
- New Japan Pro Wrestling
  - Teisen Hall Six-Man Tournament (2002) — с Масахиро Тёно и Гигантом Сильвой
- Pro Wrestling Illustrated 
  - PWI ставит его под № 83 в списке 500 лучших рестлеров 2008 года[13]
- World Wrestling Entertainment/WWE
  - Чемпион мира в тяжёлом весе (1 раз)[14]
  - Награда Слэмми в номинации «Damn! Moment of the Year» (2008)
  - Победитель Королевской битвы на Рестлмании XXVII
  - Зал славы WWE (2021)
- Wrestling Observer Newsletter
  - Самый переоценённый рестлер (2007)
  - Худший образ (2008)